# Estación Villa Diego
Villa Diego es una estación ferroviaria que se ubica en Villa Gobernador Gálvez, provincia de Santa Fe, Argentina.

## Historia
Su construcción finalizó en 1910 a cargo del Ferrocarril Rosario a Puerto Belgrano. En 1948 pasa a formar parte del Ferrocarril Mitre.

## Servicios
Villa Diego es actualmente una base y playa de maniobras de la red de carga que es operada por las empresas Nuevo Central Argentino y Ferroexpreso Pampeano desde comienzos de la década de 1990.

## Galería

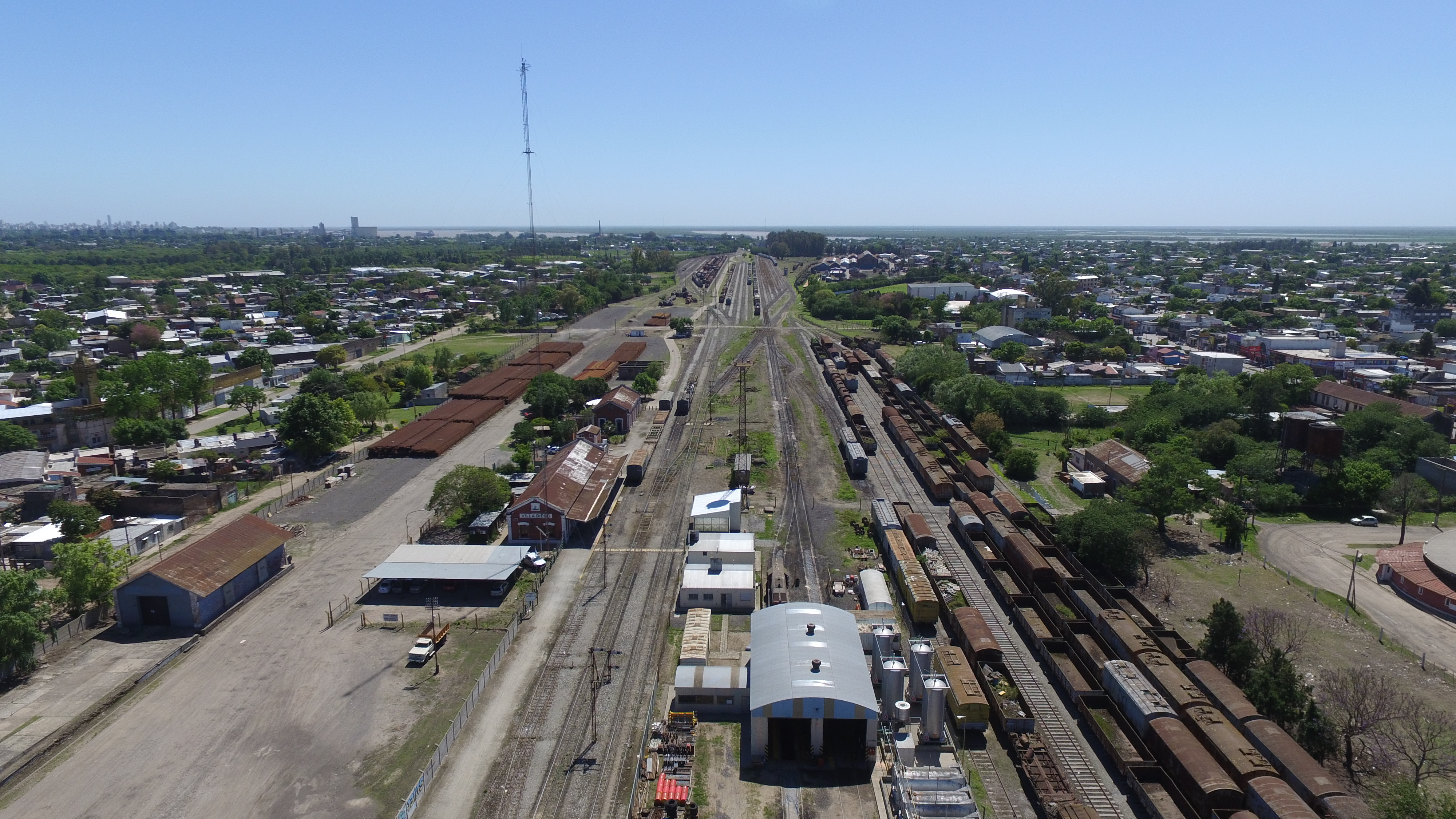
Vista aérea de la estación y su playa de maniobras
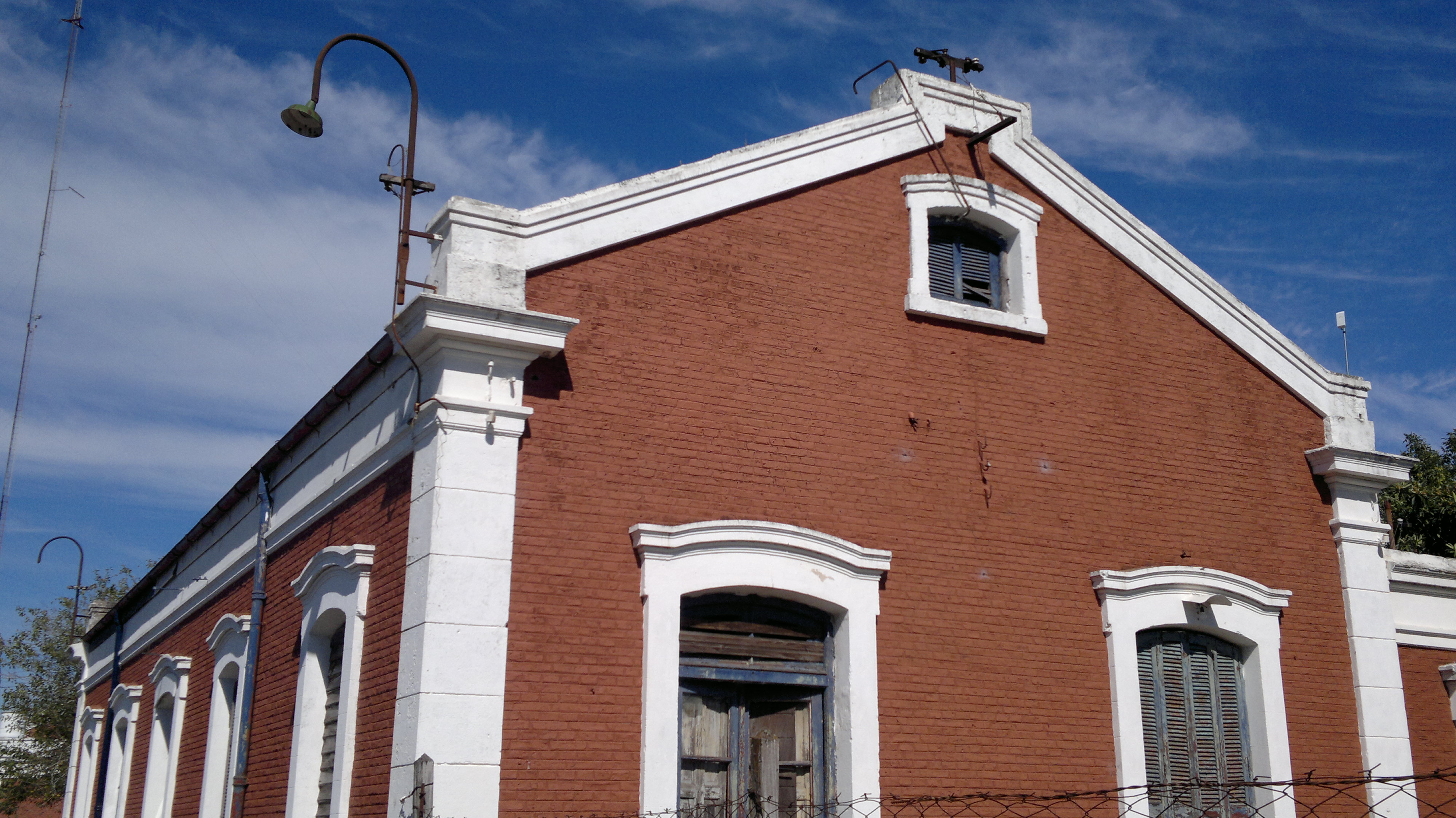
Vista lateral al este de la estación
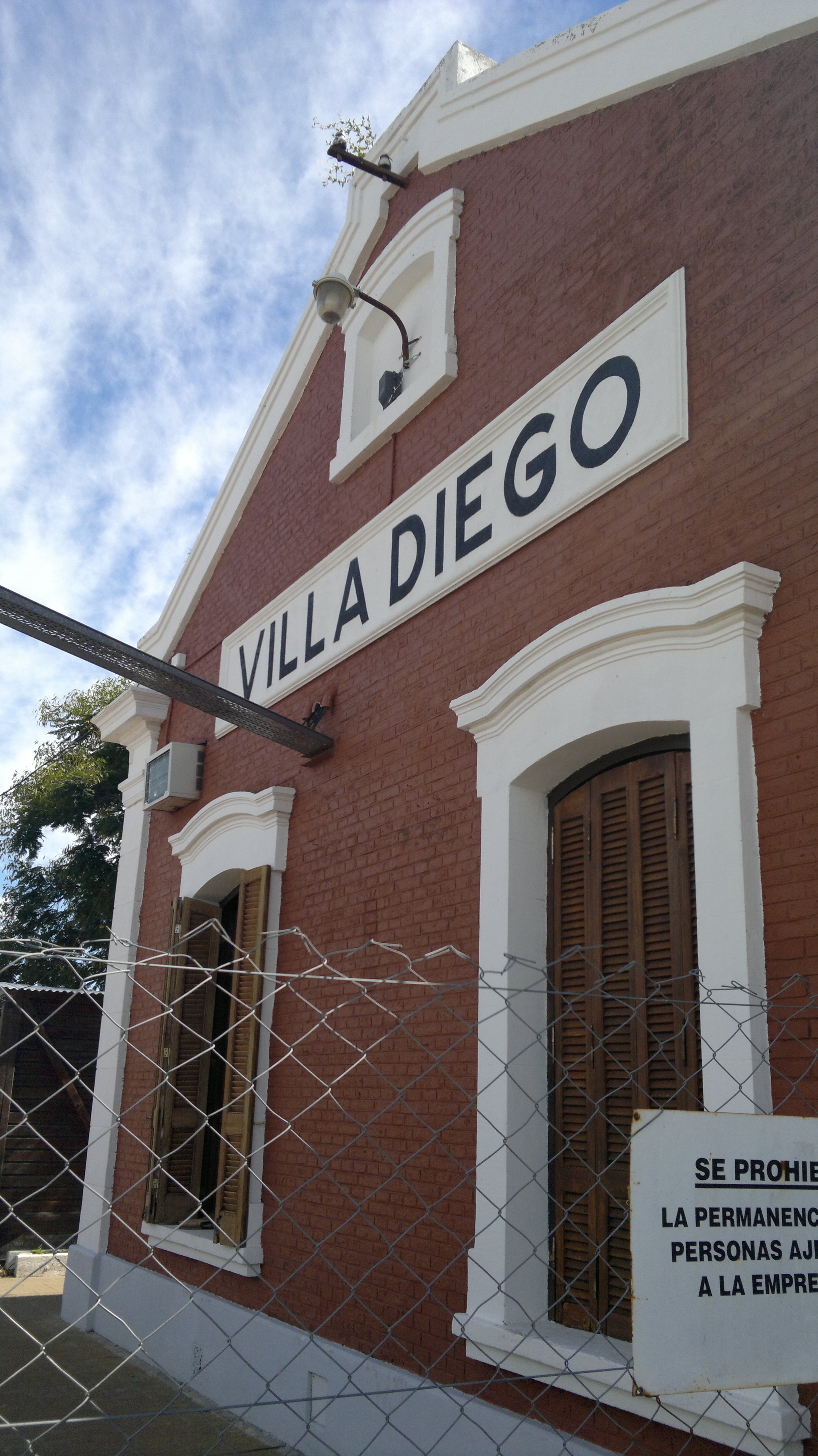
Vista lateral al oeste de la estación
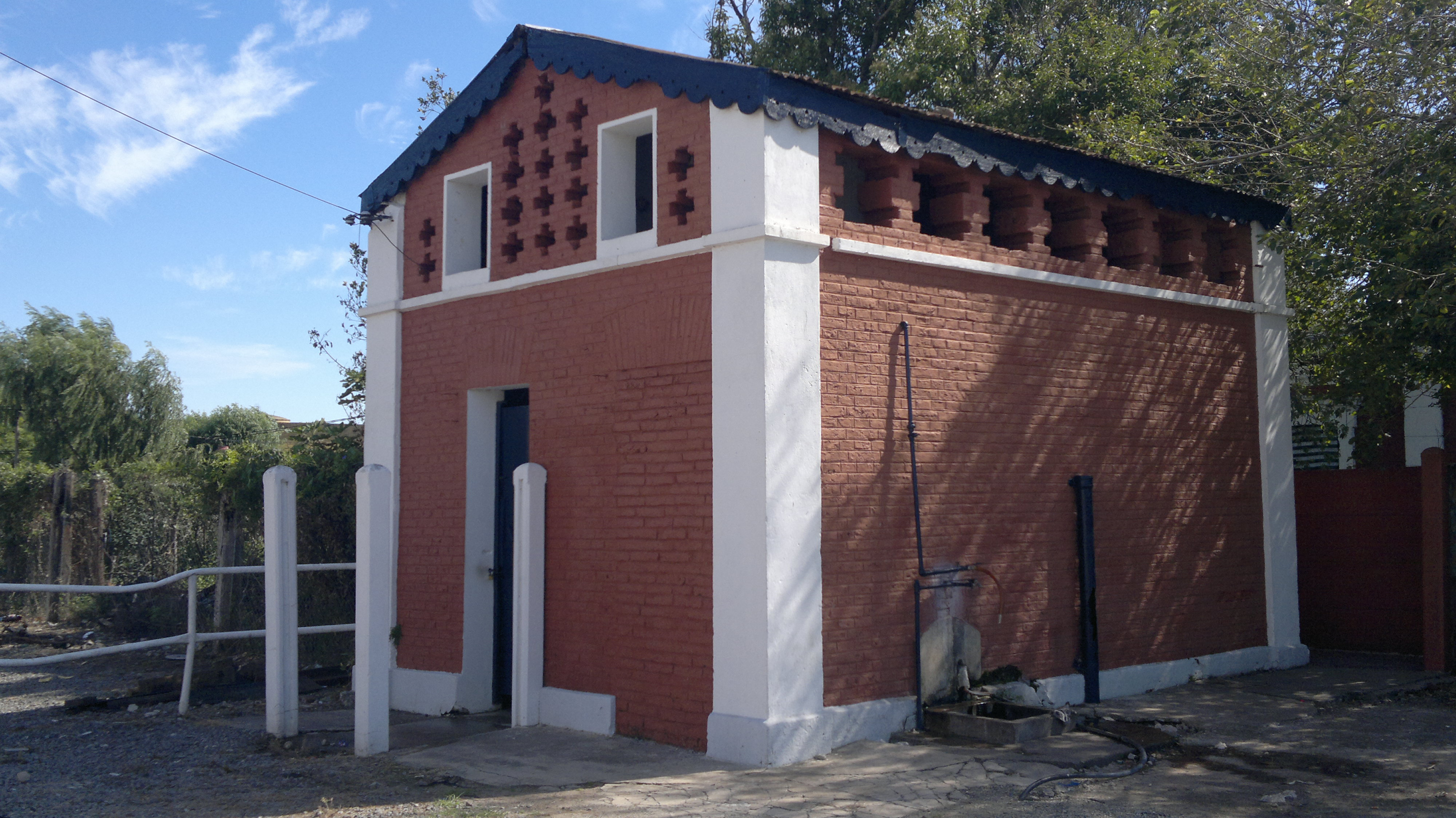
Antiguos sanitarios externos
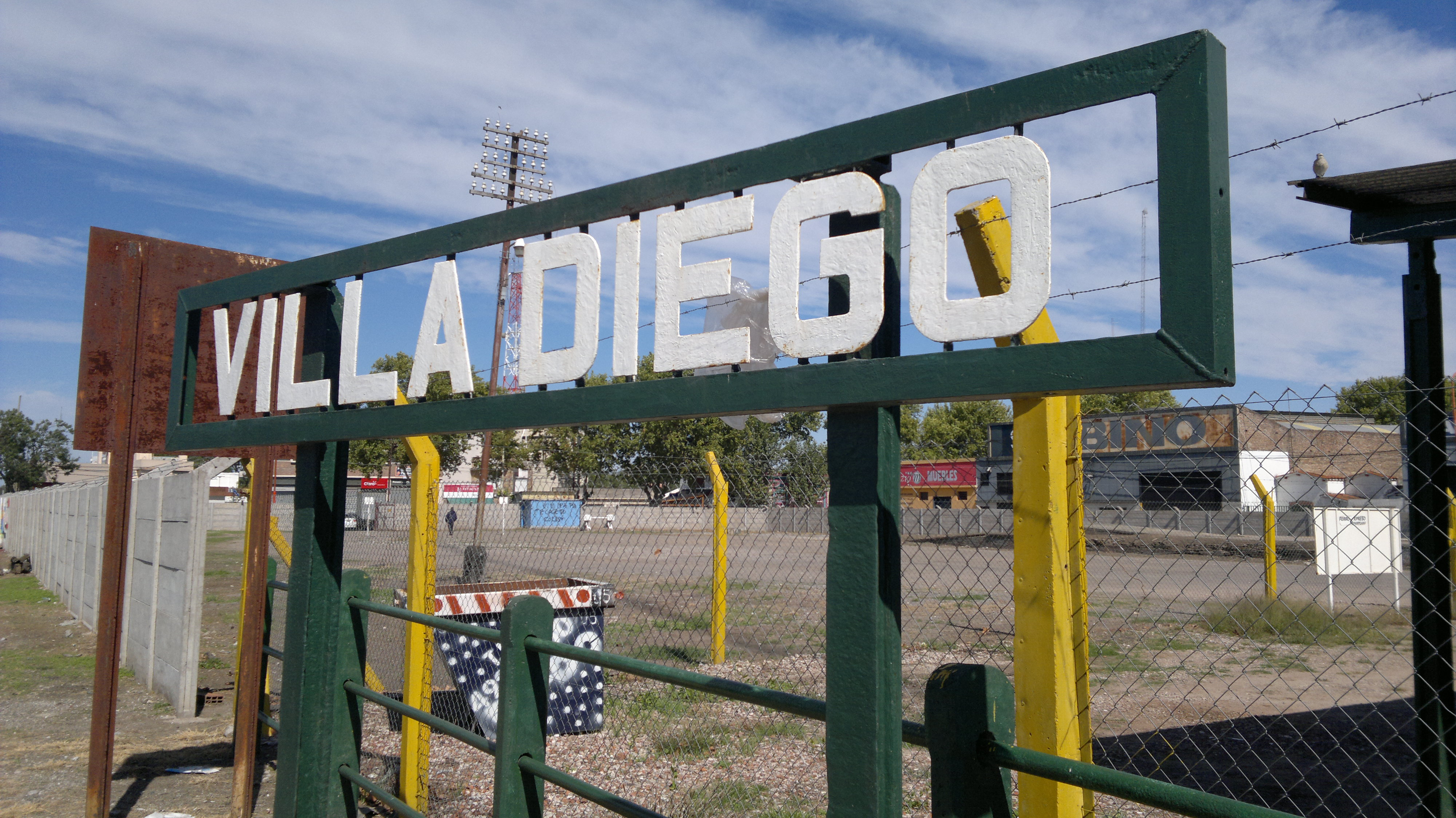
Cartel nomenclador